# Orimarga monilis
Orimarga monilis är en tvåvingeart som beskrevs av Alexander 1926. Orimarga monilis ingår i släktet Orimarga och familjen småharkrankar.
Artens utbredningsområde är Kamerun. Inga underarter finns listade i Catalogue of Life.